# Eaubonne
Eaubonne é uma comuna do departamento do Val-d'Oise, na região de Ilha de França. 